# Radio Onde Furlane
Radio Onde Furlane és una emissora de ràdio que emet des d'Udine, i que emet el 60% de la seva programació en friülès. La directora és Marina Tolazzi, i el cap de programació és Mauro Missana. Emet programes d'actualitat, música, informació i cultura. El seu radi d'acció s'estén a la planura friülana i part de la Càrnia.
Fou creada el 1979 i va emetre per primer cop el 31 de gener de 1980. Els impulsors procedien del Moviment Friül, Glesie Furlane i altres crítics amb l'actuació estatal durant el terratrèmol del Friül, i tenien la finalitat de fer una emissora independent i de tarannà autonomista, que defensi l'autonomia i la cultura friülanes, valorant l'ús de la llengua com a tret d'emancipació popular. Entre els primers impulsors hi hagué Federico Rossi, Sergio Venuti, Silvano Pagani, Mauro Tosoni, i Giorgio Cavallo. El 1995 va promoure Tam Tam, el principal noticiari multilingüe d'Itàlia. També ha patrocinat el moviment cultural juvenil Usmis i un premi literari (Premi Friûl). El 1999 va realitzar un spot contra el racisme que fou seleccionat per la campanya europea Ràdio Contra el Racisme.